# Dikka

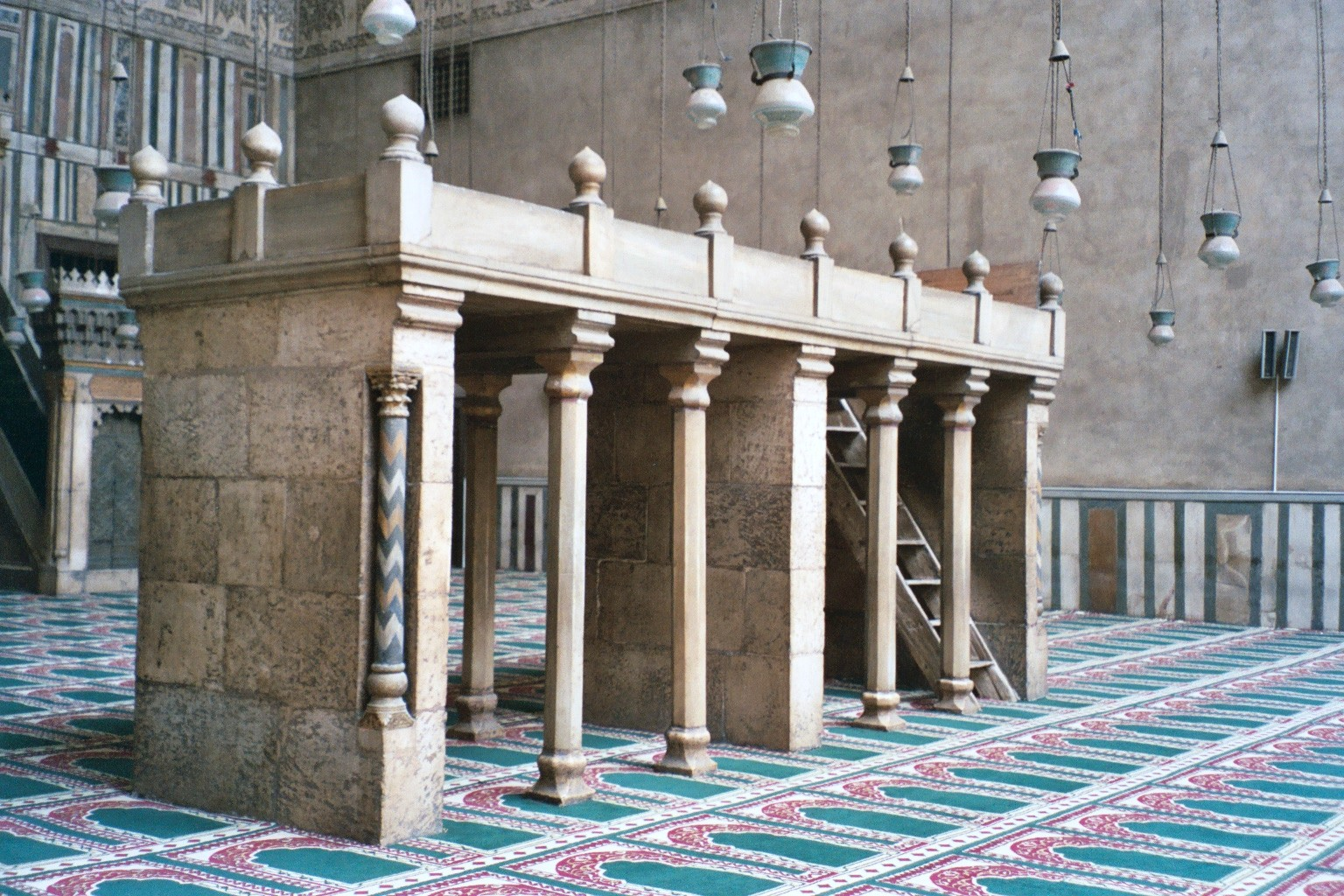
Dikka in der Sultan-Hasan-Moschee in Kairo

Dikka, auch Dakka (arabisch دكة), ist eine erhöhte freistehende Plattform oder eine Empore aus Holz oder Stein in Moscheen. Je nach Größe der Moschee befindet sich die Dikka entweder nur ca. 30 bis 40 cm oder drei Meter über dem Boden. Errichtet wurden sie ab dem 9. Jahrhundert. 
Auf der Dikka nahmen die Adligen und Herrscher Platz oder der Muezzin wiederholte die Gebetstexte und gab die vorgeschriebenen Bewegungen beim gemeinsamen Gebet vor. In türkischen Moscheen heißt diese Plattform Mahfil.
Allerdings wurde die Dikka mit der Zeit als störend empfunden, da sie die Sicht auf den Mihrab (Gebetsnische) einschränkte. In den meisten modernen Moscheen, die mit Lautsprechern ausgestattet sind, hat sie deshalb nur noch symbolischen Charakter.